# Luca Negri
Luca Negri (Pavía, 4 de octubre de 1973) es un deportista italiano que compitió en piragüismo en la modalidad de aguas tranquilas. Ganó cinco medallas en el Campeonato Mundial de Piragüismo en los años 1997 y 1998, y dos medallas en el Campeonato Europeo de Piragüismo de 1997.
Participó en los Juegos Olímpicos de Atlanta 1996, donde fue eliminado en las semifinales de la prueba de K4 1000 m.

## Palmarés internacional
| Campeonato Mundial | Campeonato Mundial | Campeonato Mundial | Campeonato Mundial |
| Año                | Lugar              | Medalla            | Evento             |
| ------------------ | ------------------ | ------------------ | ------------------ |
| 1997               | Dartmouth (Canadá) | Medalla de plata   | K2 500 m           |
| 1997               | Dartmouth (Canadá) | Medalla de oro     | K2 1000 m          |
| 1998               | Szeged (Hungría)   | Medalla de plata   | K2 500 m           |
| 1998               | Szeged (Hungría)   | Medalla de oro     | K2 1000 m          |
| 1998               | Szeged (Hungría)   | Medalla de plata   | K4 200 m           |
| Campeonato Europeo |                    |                    |                    |
| Año                | Lugar              | Medalla            | Evento             |
| 1997               | Plovdiv (Bulgaria) | Medalla de oro     | K2 500 m           |
| 1997               | Plovdiv (Bulgaria) | Medalla de oro     | K2 1000 m          |